# کالچرانیکا ال لاگو
کالچرانیکا ال لاگو (به ایتالیایی: Calceranica al Lago) یک کومونه در ایتالیا است که در ترنتینو واقع شده‌است.

## خصوصیات
کالچرانیکا ال لاگو ۳٫۴ کیلومترمربع مساحت و ۱٬۲۰۹ نفر جمعیت دارد.